# Ancien carmel d'Ascq
Pour les articles homonymes, voir Carmel.
L'ancien carmel d'Ascq est un ancien couvent situé rue Masséna 99 à Ascq, ville de Villeneuve-d'Ascq, dans le département du Nord.

## Histoire
Le carmel d'Ascq a été construit de 1971 à 1973, sur un terrain donné par le comte de Montalembert, pour accueillir 22 bonnes sœurs carmélites rattachées à la fédération de Lisieux. 
L'inauguration a eu lieu le 30 novembre 1974.
En 1996, les carmélites quittent Ascq définitivement.
En 2001, les façades et toitures (en dehors des ajouts postérieurs) sont inscrites au titre des monuments historiques par arrêté du 21 novembre 2001.

## Architecture
Le carmel est représentatif l'architecture brutaliste. L'architecte Philippe Lepère, qui a également réalisé l'hôtel de ville de Villeneuve-d'Ascq, s'est inspiré de Le Corbusier.
L'ensemble religieux se compose de 500 m² de modules de béton peints en blanc, surélevés de 80 cm notamment pour s'adapter au terrain anciennement marécageux, avec une chapelle placée au centre. Les modules d'habitation sont couverts en terrasse. 
Le carmel est entouré d'un parc avec une roseraie.